# Microgravity Experiment Research Locker/Incubator

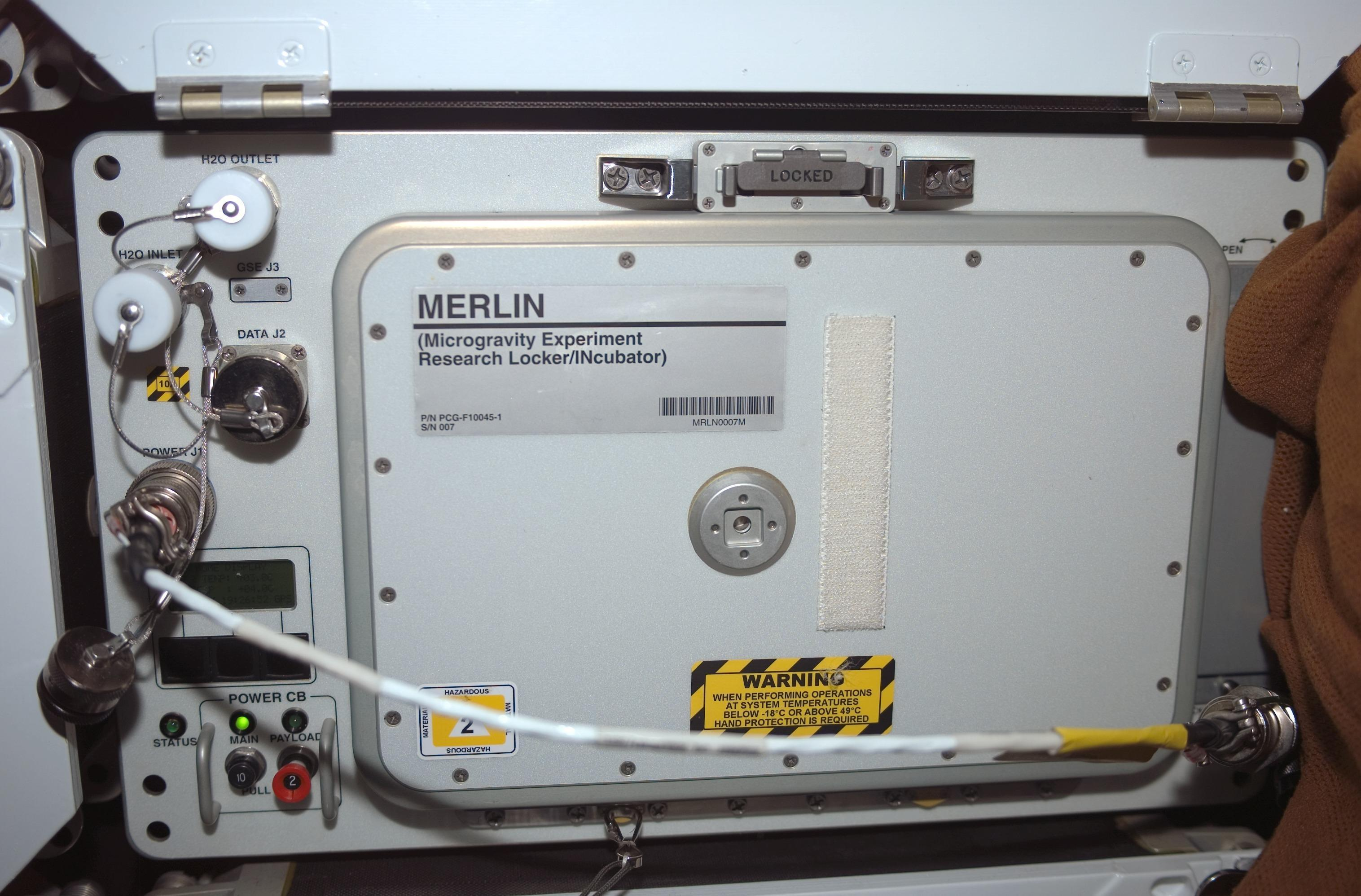
Eingebaute MERLIN-Einheit bei STS-123

Der Microgravity Experiment Research Locker/Incubator (MERLIN) ist eine Einheit zur thermisch kontrollierten Lagerung wissenschaftlicher Experimente in der ISS und während des Transports zur Erde bzw. während des Transports von der Erde zur ISS. Die MERLIN-Einheiten sind fest im ISS EXPRESS Rack, im Dragon- und Cygnus-Raumschiff sowie im Space Shuttle verbaut.

## Beschreibung
MERLIN wurde an der University of Alabama, Birmingham, Center for Biophysical Sciences and Engineering (CBSE) entwickelt, um eine temperatursteuerbare Umgebung für Wissenschaftliche Experimente zu erschaffen. MERLIN kann im inneren Temperaturen von −20 °C bis +48,5 °C generieren. MERLIN hat ein Fassungsvermögen von etwa 18,4 Litern.

## Funktionsweise
MERLIN nutzt zur Kühlung Peltier-Elemente, die durch Wasserkühlung der ISS, bis zu −20 °C im innern erzeugen können. Bei Luftkühlung können sie nur −10 °C erzeugen.
Zum Erwärmen des MERLIN werden Heizelemente verwendet, die im innern Temperaturen bis 48,5 °C erzeugen können.
In der MERLIN-Einheit sind bis zu 12 Sensoren verbaut, die die Temperatur dauerhaft messen und kontrollieren.

## Weitere gekühlte Lagerbereiche auf der ISS
- MELFI (Minus Eighty-Degree Laboratory Freezer For ISS) (+4 °C bis −80 °C)
- GLACIER (+4 °C bis −160 °C)
- Polar (Research Refrigerator for ISS) (+4 °C bis −95 °C)